# Neoserixia longicollis
Neoserixia longicollis là một loài bọ cánh cứng trong họ Cerambycidae.